# Chesneya tadzhikistana
Chesneya tadzhikistana är en ärtväxtart som beskrevs av Antonina Georgievna Borissova. Chesneya tadzhikistana ingår i släktet Chesneya och familjen ärtväxter. Inga underarter finns listade i Catalogue of Life.